# Calan
Cet article possède un paronyme, voir Cahan.
Pour les articles homonymes, voir Calan (homonymie).
Calan [kalɑ̃] est une commune française, située dans le département du Morbihan en région Bretagne.

## Géographie

### Localisation
La commune de Calan est située à vol d'oiseau à 8,5 km au nord-ouest de la ville d'Hennebont, à 14,5 km au nord de la ville de Lorient, et à 17 km à l'est de la ville de Quimperlé. Elle appartient historiquement au Broerec et au Kemenet-Heboé et par ses traditions à la Basse-Bretagne et au Pays de Lorient.

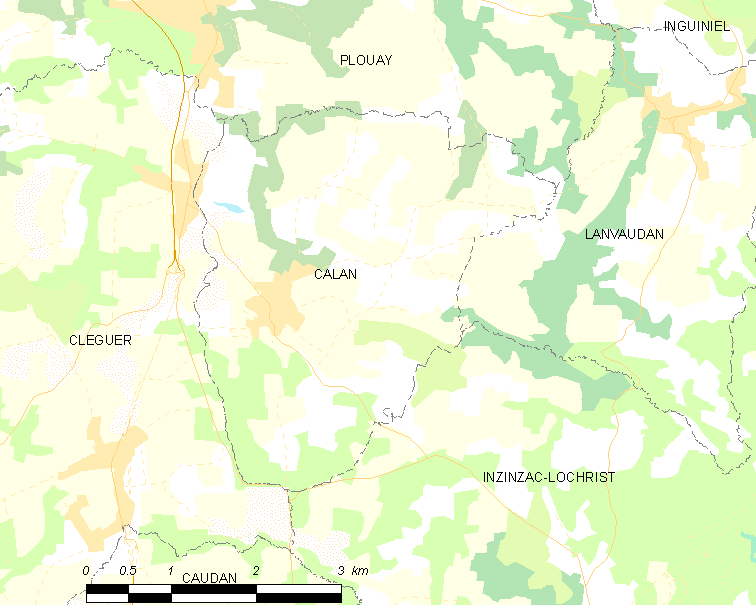
Carte de Calan et des communes avoisinantes.

|         | Plouay |                   |
| Cléguer | Calan  | Lanvaudan         |
|         |        | Inzinzac-Lochrist |

### Topographie
La commune a une superficie de 12,29 km2, ce qui en fait une des plus petites du secteur. La commune est peu vallonnée et offre un paysage de plateau ondulant faiblement où les terres agricoles et la forêt s'entrecoupent. L'altitude varie entre 57 m et 114 m.
| - Carte topographique de la commune de Calan. |

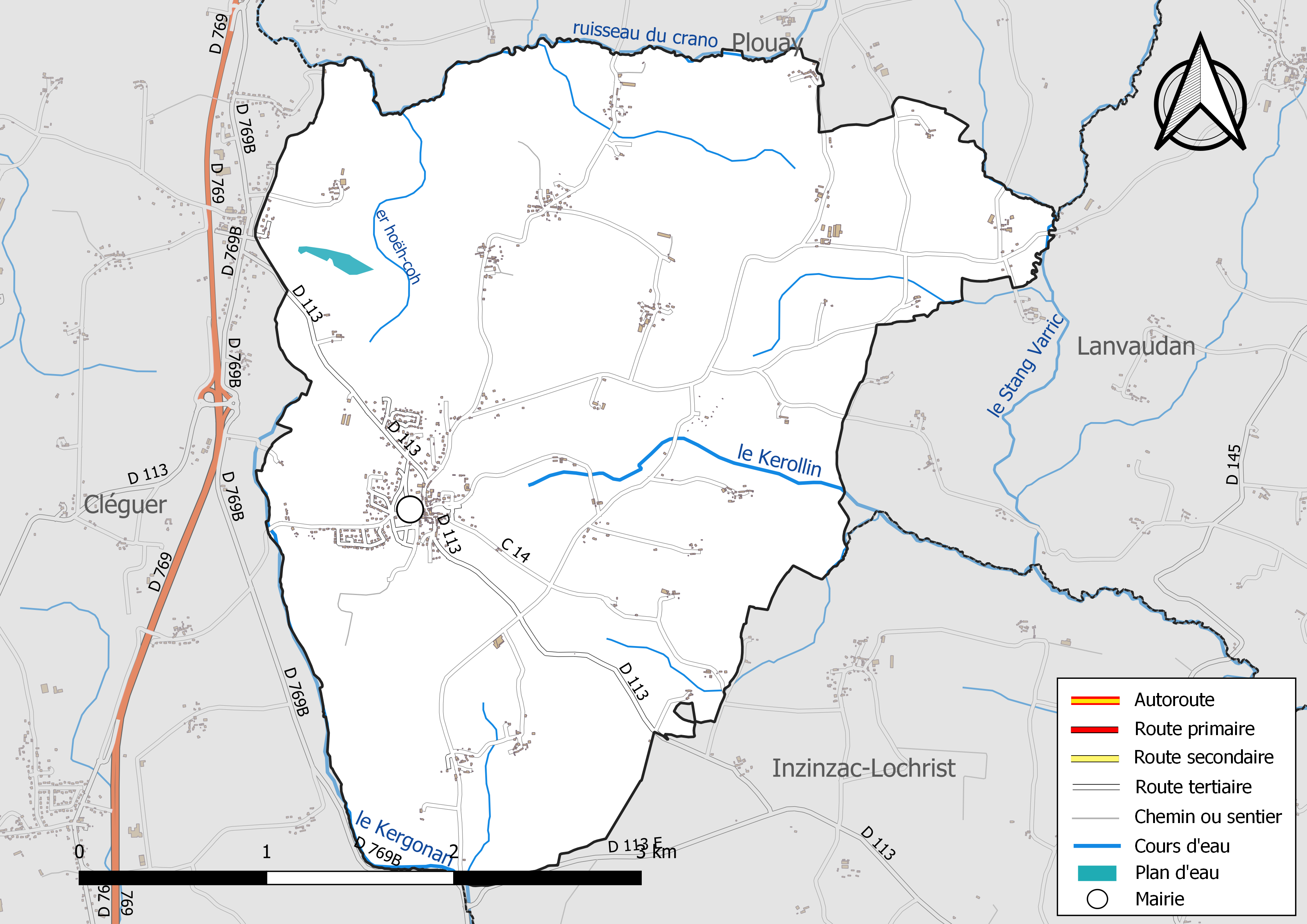
Carte hydrographique de Calan.

### Hydrographie
Pour un article plus général, voir Réseau hydrographique du Morbihan.
La commune est située dans le bassin Loire-Bretagne. Elle est drainée par le Kergonan, le Kerollin, le ruisseau du Crano, le Stang Varric et le er hoëh-coh,,.
Le Kergonan, d'une longueur de 10 km km, prend sa source dans la commune  et se jette  dans le Blavet à Hennebont, après avoir traversé cinq communes. 

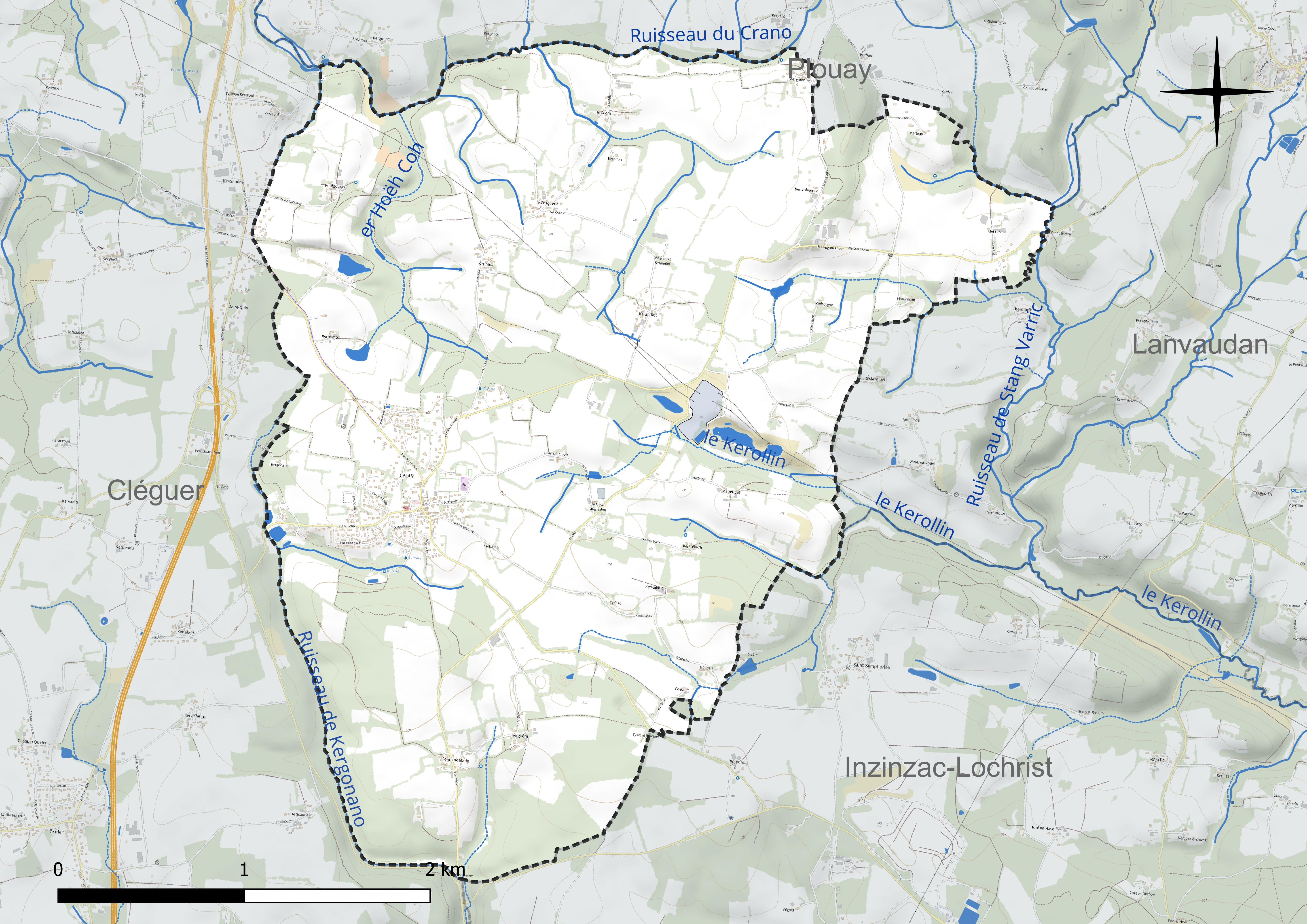
Réseau hydrographique de Calan.

Le Kerollin, d'une longueur de 12 km km, prend sa source dans la commune  et se jette  dans le Blavet à Hennebont, après avoir traversé quatre communes. 

### Climat
Pour des articles plus généraux, voir Climat de la Bretagne et Climat du Morbihan.
En 2010, le climat de la commune est de type climat océanique franc, selon une étude du CNRS s'appuyant sur une série de données couvrant la période 1971-2000. En 2020, Météo-France publie une typologie des climats de la France métropolitaine dans laquelle la commune est exposée à un climat océanique et est dans la région climatique  Bretagne orientale et méridionale, Pays nantais, Vendée, caractérisée par une faible pluviométrie en été et une bonne insolation. Parallèlement l'observatoire de l'environnement en Bretagne publie en 2020 un zonage climatique de la région Bretagne, s'appuyant sur des données de Météo-France de 2009. La commune est, selon ce zonage, dans la zone « Intérieur  », exposée à un climat médian, à dominante océanique.  
Pour la période 1971-2000, la température annuelle moyenne est de 11,5 °C, avec une amplitude thermique annuelle de 11,5 °C. Le cumul annuel moyen de précipitations est de 1 032 mm, avec 14,8 jours de précipitations en janvier et 7,6 jours en juillet. Pour la période 1991-2020, la température moyenne annuelle observée sur la station météorologique la plus proche, située sur la commune de Plouay à 4 km à vol d'oiseau, est de 11,8 °C et le cumul annuel moyen de précipitations est de 1 149,0 mm,. Pour l'avenir, les paramètres climatiques de la commune estimés pour 2050 selon différents scénarios d’émission de gaz à effet de serre sont consultables sur un site dédié publié par Météo-France en novembre 2022.

## Urbanisme

### Typologie
Au 1er janvier 2024, Calan est catégorisée commune rurale à habitat dispersé, selon la nouvelle grille communale de densité à sept niveaux définie par l'Insee en 2022.
Elle est située hors unité urbaine. Par ailleurs la commune fait partie de l'aire d'attraction de Lorient, dont elle est une commune de la couronne,. Cette aire, qui regroupe 31 communes, est catégorisée dans les aires de 200 000 à moins de 700 000 habitants,.

### Occupation des sols

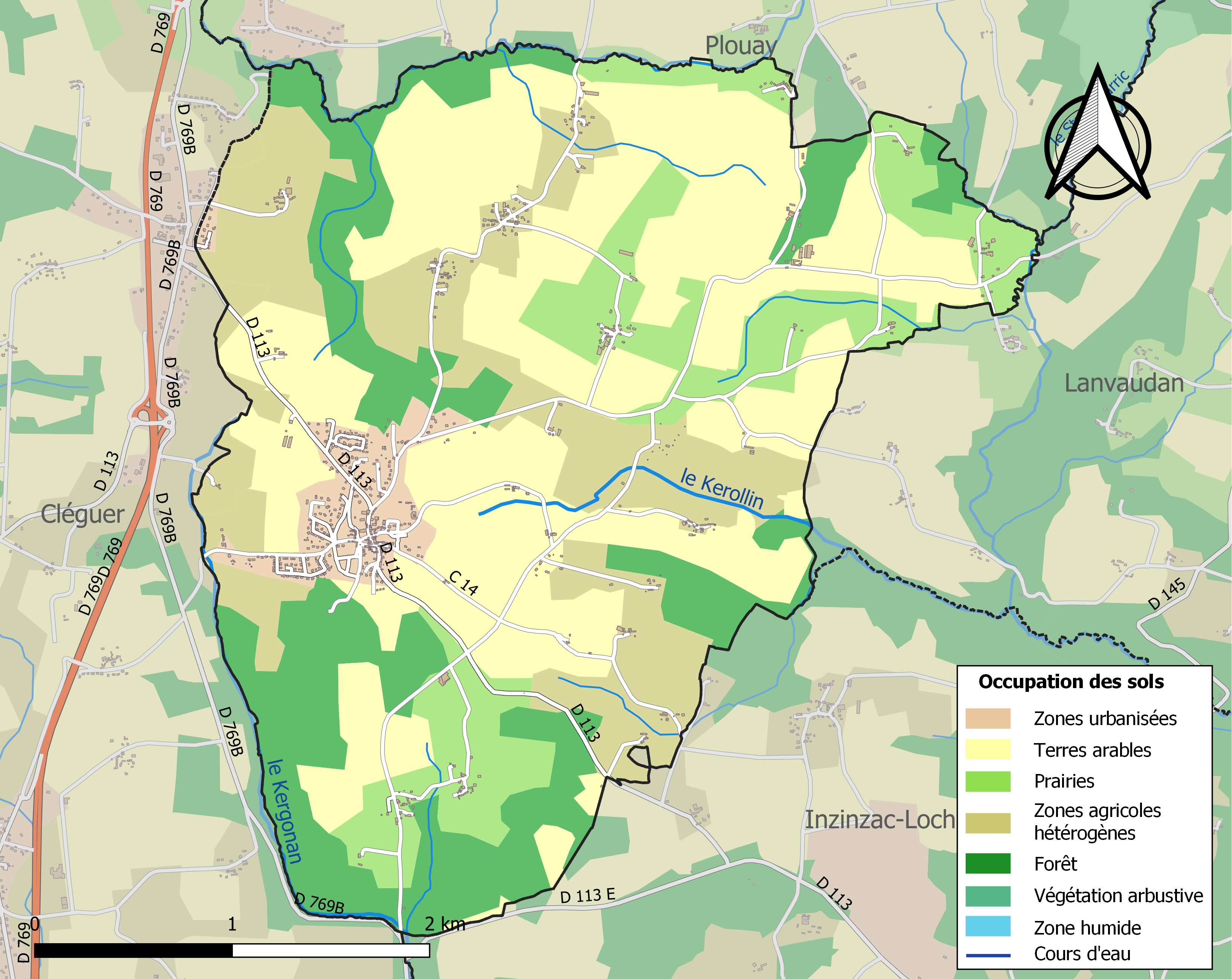
Carte des infrastructures et de l'occupation des sols de la commune en 2018 (CLC).

Le tableau ci-dessous présente l' occupation des sols de la commune en 2018, telle qu'elle ressort de la base de données européenne d’occupation biophysique des sols Corine Land Cover (CLC).
| Type d’occupation                                                                   | Pourcentage | Superficie (en hectares) |
| ----------------------------------------------------------------------------------- | ----------- | ------------------------ |
| Tissu urbain discontinu                                                             | 4,4 %       | 54                       |
| Terres arables hors périmètres d'irrigation                                         | 40,5 %      | 495                      |
| Prairies et autres surfaces toujours en herbe                                       | 14,8 %      | 181                      |
| Systèmes culturaux et parcellaires complexes                                        | 18,6 %      | 228                      |
| Surfaces essentiellement agricoles interrompues par des espaces naturels importants | 1,5 %       | 18                       |
| Forêts de feuillus                                                                  | 10,9 %      | 133                      |
| Forêts de conifères                                                                 | 2,5 %       | 30                       |
| Forêts mélangées                                                                    | 6,9 %       | 84                       |
| Source : Corine Land Cover                                                          |             |                          |

## Transports en commun
La commune de Calan est desservie par le réseau CTRL :
| Ligne | 102 |  | Lanvaudan Centre ↔ Calan ↔ Plouay - Gare routière |

## Toponymie
Le nom de la localité est mentionné sous la forme Cazlan en 1387 ; Caslan en 1801.
Le nom de la commune en breton est Kalann (prononcé [ˈkeːlɑ̃n]).
Kalann une composition de Kad, nom masculin signifiant « bataille » et Lann (la « lande »). Kalann  serait alors « la lande de la bataille ».

## Histoire

### Préhistoire et Antiquité
Le site aurait été occupé à l'époque gauloise, quelques vestiges l'attestent, notamment les trois lechs de Kerandiot. L'histoire ancienne de Calan est mal connue.

### Moyen-Âge
La paroisse de Calan serait issue d'un démembrement de l'ancienne paroisse de l'Armorique  primitive d'Inzinzac. Cazlan [Calan] est cité comme paroisse en 1387 dans les titres du chapitre de la cathédrale de Vannes, selon Joseph-Marie Le Méné.
La commune possède l'église de la Trinité, l'une des plus anciennes églises de Bretagne (XIe siècle) qui, chose rare, est toujours entourée de son cimetière. Elle a été classée monument historique en 1930. L'ancienneté de l'église laisse penser qu'un communauté religieuse serait sans doute à l'origine de Calan.

### Temps modernes

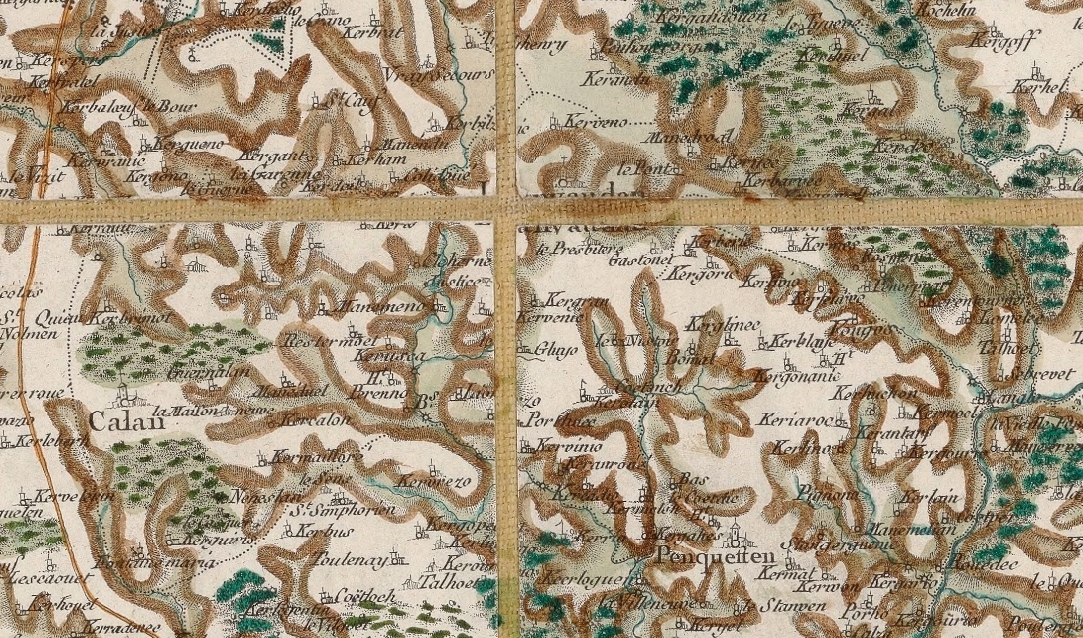
Carte de Cassini de Lanvaudan et sa trève Calan (1789).

Calan est devenue avant 1516 une simple trève dépendant de la paroisse de Lanvaudan.

### Révolution française
Calan est érigée en commune en 1790 et est rattachée au canton de Plouay et au district d'Hennebont.
En 1791, G. Le Doussal, curé de Calan, refusa de prêter le serment de fidélité à la Constitution civile du clergé, devenant donc prêtre réfractaire.

### LeXIXesiècle
En 1800, la commune de Calan est inclus dans l'arrondissement de Lorient, mais en 1802 la paroisse de Calan est unie à celle de Lanvaudan et ne devint une succursale que par l'ordonnance royale du 29 juin 1841.
A. Marteville et P. Varin, continuateurs d'Ogée, décrivent ainsi Calan en 1843 :

« Calan : cete commune, formée de l'ancienne trève de Lanvaudan, n'a pas de desservant. Il  a foire le 26 juin ; le lendemain si ce jour est férié. Géologie : constitution granitique. On parle le breton. »

L'adjudication d'un groupe scolaire avec mairie a lieu à Calan le 23 août 1899. Une classe enfantine fut construite en 1932.

### LeXXesiècle

#### La Belle Époque
Une épidémie de fièvre typhoïde sévit à Calan en août 1904.
L'église de Calan fut cambriolée le 19 novembre 1908 : les voleurs emportèrent divers objets religieux dans une caisse, mais abandonnèrent ensuite leu butin dans un champ voisin.

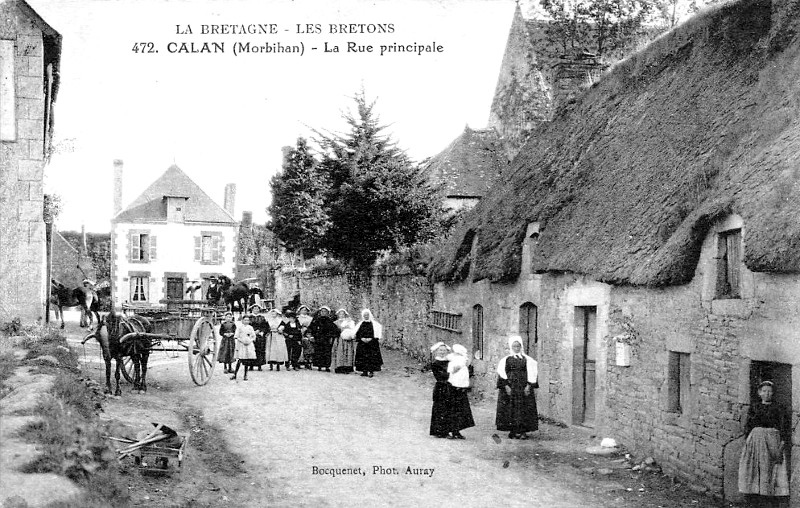
Calan : la rue principale bordée de chaumières au début du XXe siècle(carte postale).
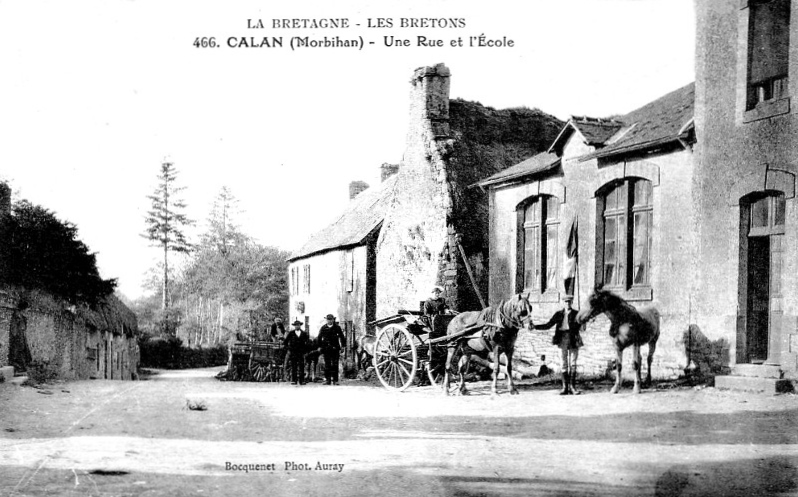
Calan ː une rue et l'école au début du XXe siècle (carte postale).
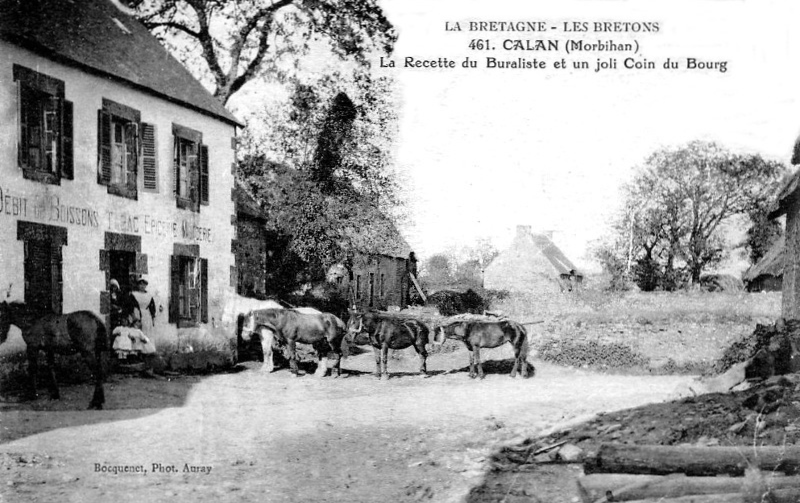
Calan ː un coin du bourg au début du XXe siècle (carte postale).
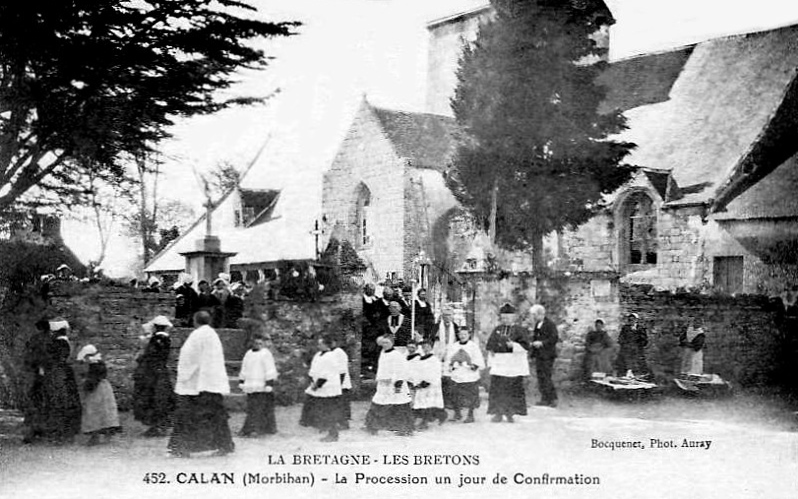
Calan ː la procession un jour de confirmation à la sortie de l'église au début du XXe siècle (carte postale).

#### La Première Guerre mondiale
En mai 1915, pendant la Première Guerre mondiale, une institutrice de Calan dénonce au préfet du Morbihan un jeune zouave de la commune qui, pendant sa convalescence, tient des propos défaitistes.
Le monument aux morts de Calan porte les noms de 34 soldats de la commune morts pour la France pendant la Première Guerre mondiale ; la plupart sont morts sur le sol français, à l'exception de Joseph Foulgoque et Joseph Le Boudouil (qui a été décoré de la Médaille militaire et de la Croix de guerre), morts tous les deux en Belgique dès 1914, le premier à Rossignol, le second à Dixmude, et de Pierre Courtet, quartier-maître, mort en mer en 1916 lors du naufrage du croiseur cuirassé Amiral Charner. Pierre Le Kernec est mort « de maladie contractée en service » le 26 mars 1919, donc plusieurs mois après l'armistice.

#### L'Entre-deux-guerres
En 1926 on trouva une jeune femme de 28 ans vivant depuis une douzaine d'années dans un taudis infect, séquestrée par son père, en plein bourg de Calan.
En 1929 à Calan lors des élections municipales la liste républicaine de gauche bat la liste de droite sortante.

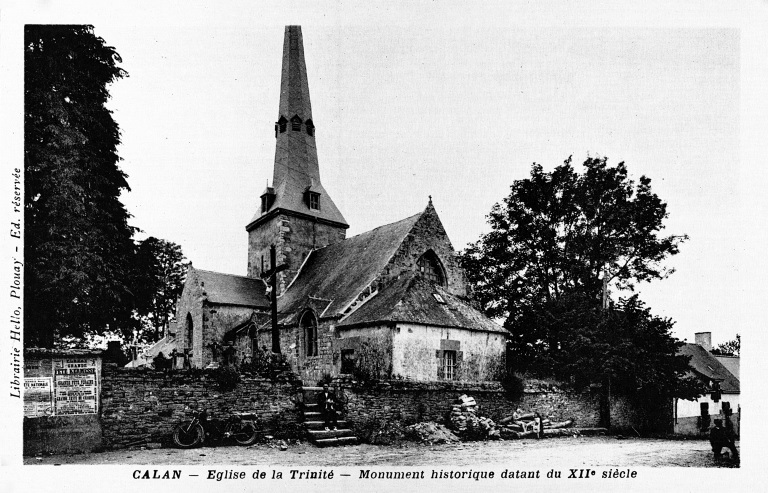
Calan ː l'église paroissiale de la Trinité vers 1930 (carte postale).

La lutte bretonne était fort pratiquée : « Depuis toujours on a aimé les luttes dans le beau pays de Plouay qui, il y a un peu plus de vingt ans, produisait des hommes comme les frères Flégeo, de Berné, les frères Lucas, de Calan, et surtout Pichon, de Lanvaudan, leur maître à tous » écrit le journal La Dépêche de Brest en 1934.
Le journal La Dépêche de Brest écrit en 1935 que « chaque année, à Calan, un comité actif organise une grande fête, qui comporte généralement des courses de bicyclettes, des luttes bretonnes, etc.. » et précise que celle de 1935 aura lieu le 28 avril.

#### La Seconde Guerre mondiale
Calan fut concerné par les combats de la Poche de Lorient vers la fin de la Seconde Guerre mondiale avec une importante présence militaire américaine. Ue balle perdue faisant ricochet tua accidentellement la propriétaire du bar-épicerie de l'époque.

#### L'Après Seconde Guerre mondiale
Un soldat (Antoine Le Moing) originaire de Calan est mort pour la France pendant la Guerre d'Algérie.
Plusieurs carrières, liées à la faille du Massif armoricain qui traverse son territoire, ont marqué l'histoire de la commune : celle de Kerguéris a exploité un gisement de mylonite et ultramylonite ; celle de Restermoël, dont l'exploitation a cessé depuis longtemps.

### LeXXIesiècle

#### La mise en valeur des plans d'eau de Rostermoël
De l'ancienne carrière, il subsiste deux plans d'eau reliés entre eux dont l'accès est en principe interdit (propriété privée) ; mais la beauté du site (falaises côté nord, plage propice à la baignade côté sud) en fait un lieu attractif que la municipalité envisage d'aménager pour l'ouvrir officiellement au public, une fois les aménagements de sécurité effectués.

## Blasonnement
|  | Les armoiries de Calan se blasonnent ainsi : Ecartelé de gueules et d’azur ; l’azur chargé d’une moucheture d’hermine d’argent. |

## Politique et administration
| Période                                  | Période                 | Identité            | Étiquette             | Qualité                                                                           |
| ---------------------------------------- | ----------------------- | ------------------- | --------------------- | --------------------------------------------------------------------------------- |
| 1790                                     | 1791                    | Pierre Carro.       |                       | Laboureur. Julien Le Garrec est élu procureur syndic.                             |
| 1795                                     |                         | Marc Le Floch       |                       |                                                                                   |
|                                          | 1808                    | Mathurin Le Glouet  |                       | Cultivateur.                                                                      |
| 1808                                     | 1815                    | Julien Le Garrec    |                       | Laboureur.                                                                        |
| 1815                                     | 1820                    | Caro                |                       |                                                                                   |
| 1820                                     | 1828                    | Guillaume Le Floch  |                       |                                                                                   |
| 1828                                     | 1835                    | Jean Cougoulat      |                       | Laboureur.                                                                        |
| 1837                                     | 1853                    | Guillaume Le Floch  |                       | Cultivateur.                                                                      |
| 1853                                     | 1858                    | Jean Le Floch       |                       |                                                                                   |
| 1858                                     | 1860                    | Jean Le Paillard    |                       | Cultivateur.                                                                      |
| 1860                                     | 1867                    | Jean-Marie Le Floch |                       |                                                                                   |
| 1867                                     | 1871                    | Louis Lomenech      |                       | Cultivateur.                                                                      |
| 1871                                     | 1891                    | Pierre Le Moing     |                       |                                                                                   |
| 1891                                     | 1908                    | Antoine Le Floch    |                       | Cultivateur à Manégoulanec. Fils de Guillaume Le Floch, maire entre 1837 et 1853. |
| 1909                                     | après 1914              | Joseph Le Floch     |                       |                                                                                   |
|                                          |                         |                     |                       |                                                                                   |
| 1929                                     | après 1935              | Joseph Le Floch     | Républicain de gauche | Élu maire de Calan à l'âge de 25 ans et 8 mois. Réélu en 1935.                    |
|                                          |                         |                     |                       |                                                                                   |
| 1977                                     | 1983                    | Joseph Le Floch     |                       | Cultivateur.                                                                      |
| mars 1983                                | mars 2008               | Serge Salvat        |                       | Décide en 2008 de ne pas se représenter.                                          |
| mars 2008 Réélu en 2014 et 2020          | 30 juillet 2022 (décès) | Pascal le Doussal   | UDI                   | Agriculteur. Décédé en cours de mandat.                                           |
| 11 août 2022                             | En cours                | Yann Guiguen        |                       | Gérant d’un bureau d’études en voirie réseaux divers                              |
| Les données manquantes sont à compléter. |                         |                     |                       |                                                                                   |

## Démographie
L'évolution du nombre d'habitants est connue à travers les recensements de la population effectués dans la commune depuis 1793. Pour les communes de moins de 10 000 habitants, une enquête de recensement portant sur toute la population est réalisée tous les cinq ans, les populations de référence des années intermédiaires étant quant à elles estimées par interpolation ou extrapolation. Pour la commune, le premier recensement exhaustif entrant dans le cadre du nouveau dispositif a été réalisé en 2006.

En 2022, la commune comptait 1 267 habitants, en évolution de +6,74 % par rapport à 2016 (Morbihan : +3,82 %, France hors Mayotte : +2,11 %).
| 1793 | 1800 | 1806 | 1821 | 1831 | 1836 | 1841 | 1846 | 1851 |
| ---- | ---- | ---- | ---- | ---- | ---- | ---- | ---- | ---- |
| 550  | 550  | 530  | 566  | 541  | 536  | 537  | 537  | 600  |

| 1856 | 1861 | 1866 | 1872 | 1876 | 1881 | 1886 | 1891 | 1896 |
| ---- | ---- | ---- | ---- | ---- | ---- | ---- | ---- | ---- |
| 595  | 617  | 622  | 600  | 626  | 651  | 653  | 649  | 700  |

| 1901 | 1906 | 1911 | 1921 | 1926 | 1931 | 1936 | 1946 | 1954 |
| ---- | ---- | ---- | ---- | ---- | ---- | ---- | ---- | ---- |
| 701  | 649  | 633  | 625  | 628  | 641  | 691  | 704  | 614  |

| 1962 | 1968 | 1975 | 1982 | 1990 | 1999 | 2006 | 2011  | 2016  |
| ---- | ---- | ---- | ---- | ---- | ---- | ---- | ----- | ----- |
| 606  | 453  | 410  | 487  | 636  | 719  | 791  | 1 009 | 1 187 |

| 2021  | 2022  | - | - | - | - | - | - | - |
| ----- | ----- | - | - | - | - | - | - | - |
| 1 257 | 1 267 | - | - | - | - | - | - | - |

## Lieux et monuments
- Puits de Calan  Inscrit MH (1934).

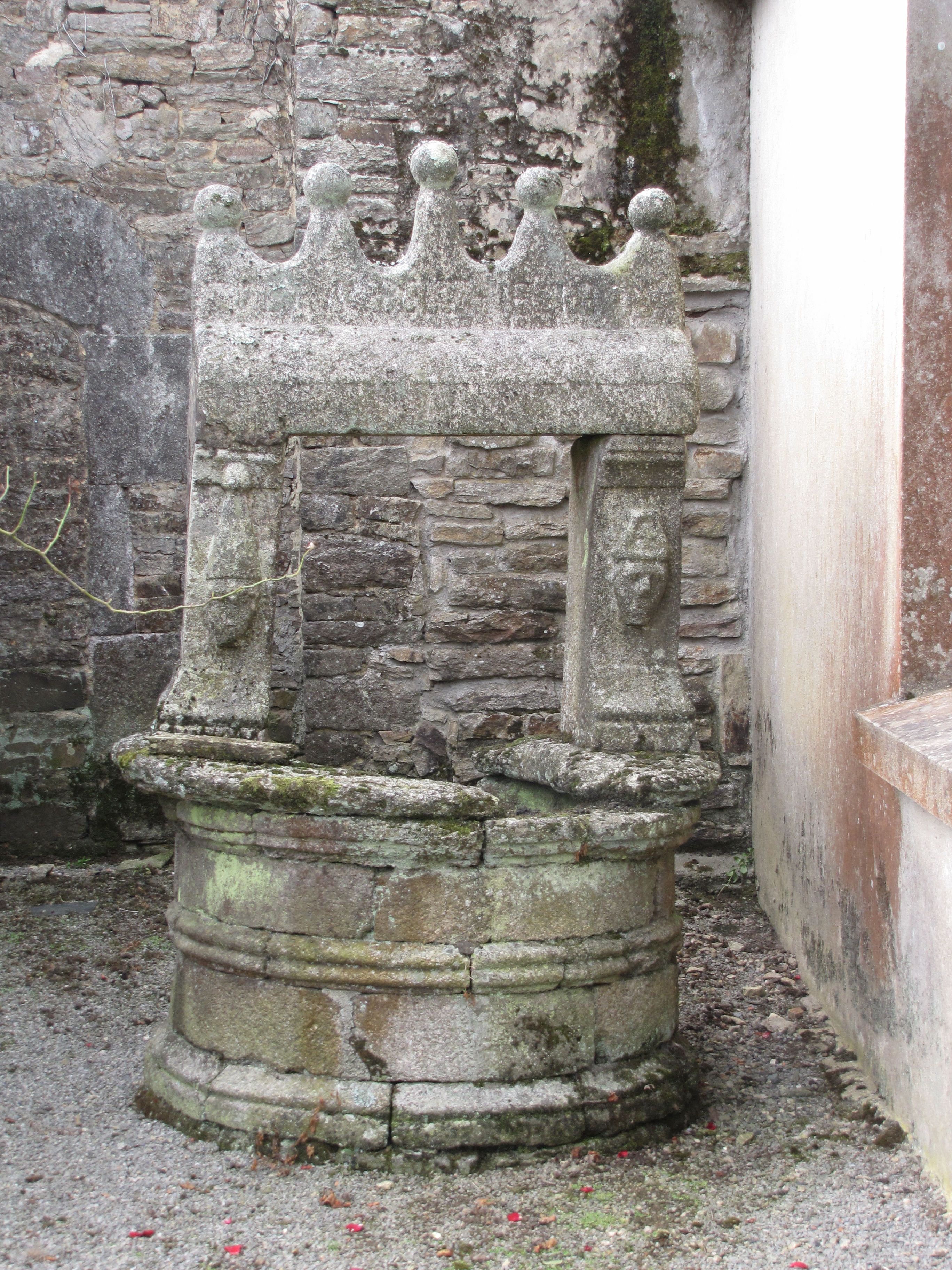
Le puits de Calan : vue d'ensemble.
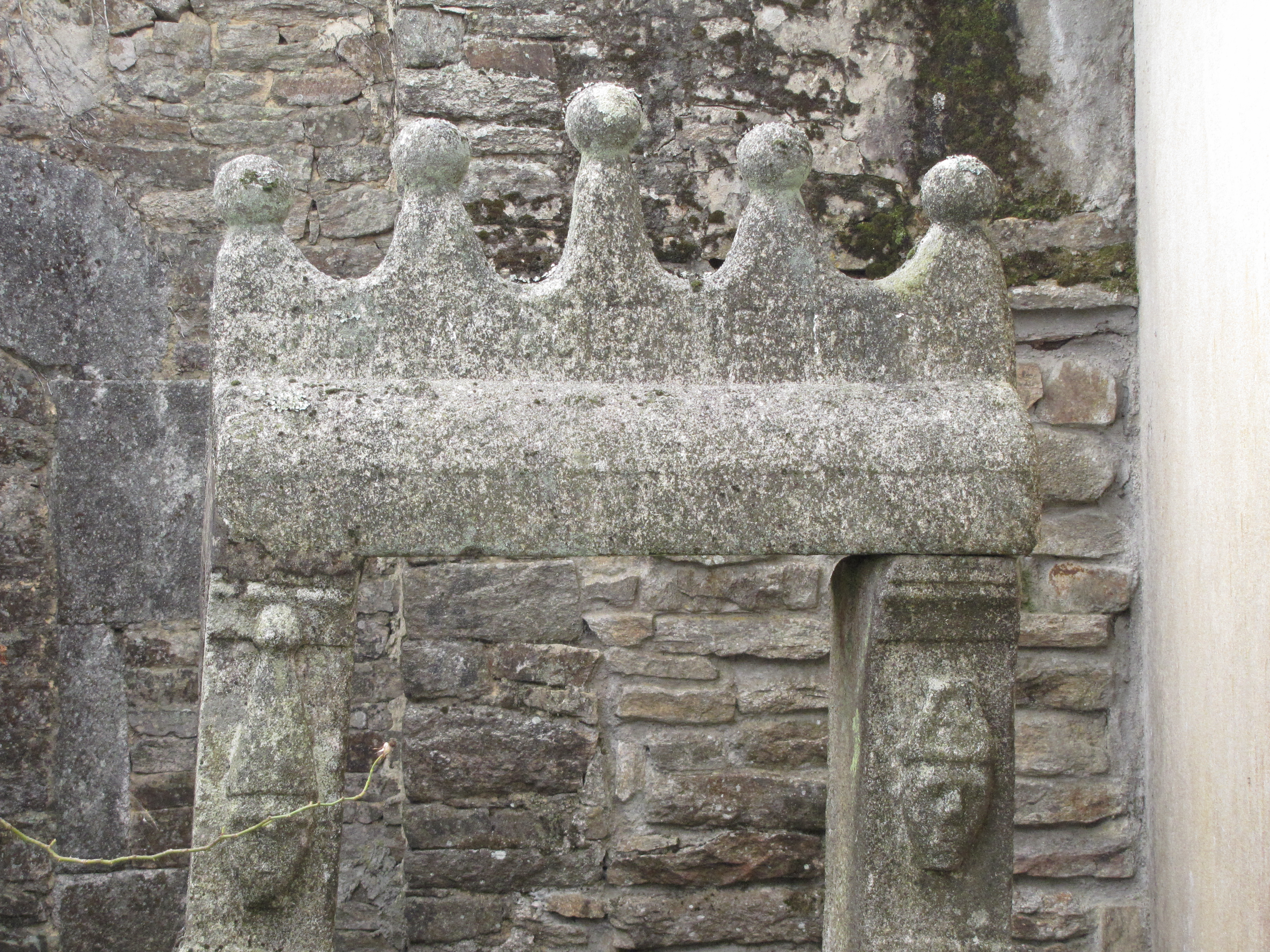
Le puits de Calan : vue partielle.

- Église de la Trinité de Calan  Classé MH (1930) : c'est une des plus anciennes églises romanes de Bretagne, sa nef ainsi que la croisée du transept et le mur nord du chœur datent des XIe siècle et XIIe siècle, le reste du chœur a été reconstruit au XVe siècle, siècle aussi de la construcion de la galerie extérieure, de la charpente actuelle et des sablières ; le portail occidental a été reconstruit au XIXe siècle[50].

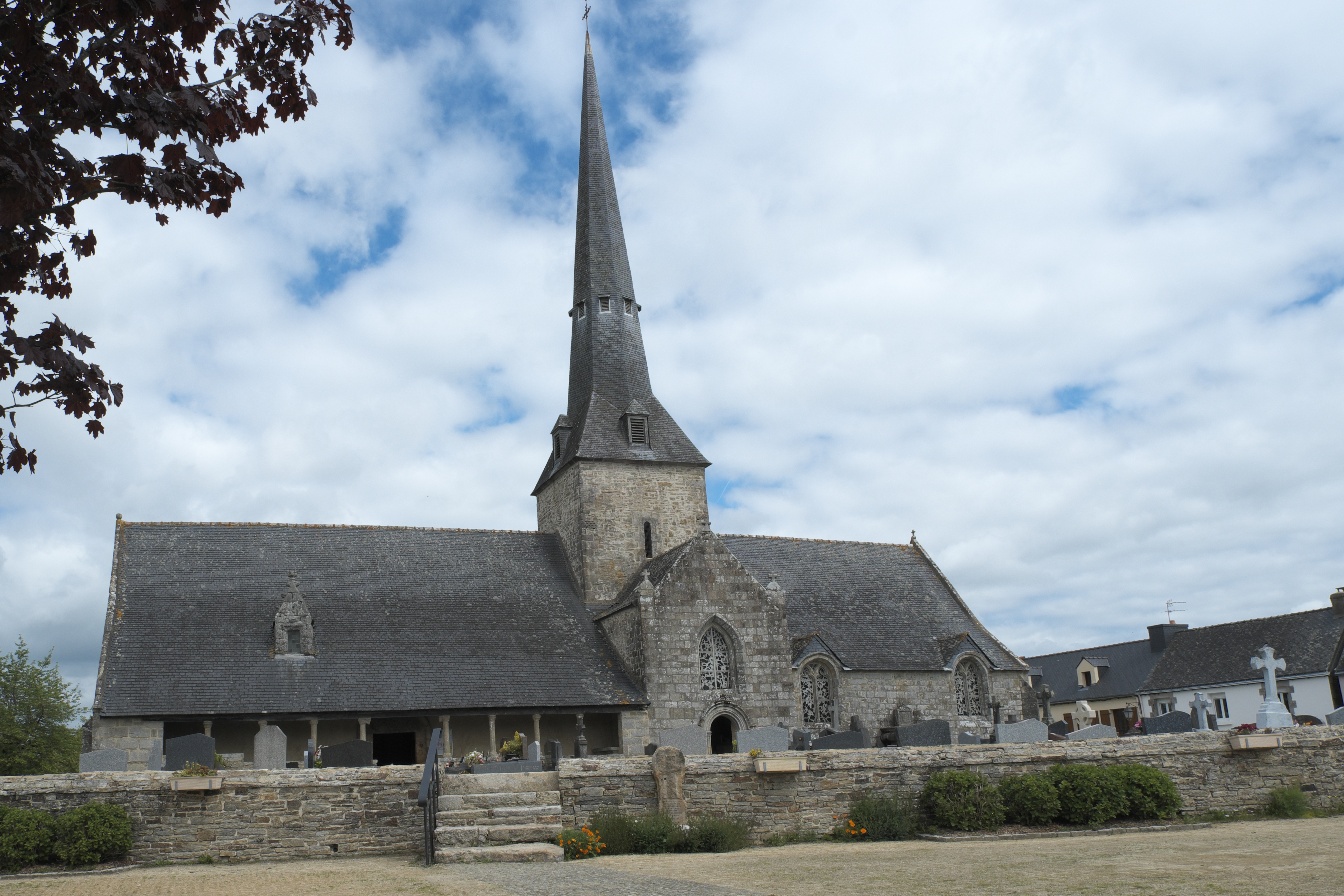
Église de la Trinité : vue extérieure d'ensemble.
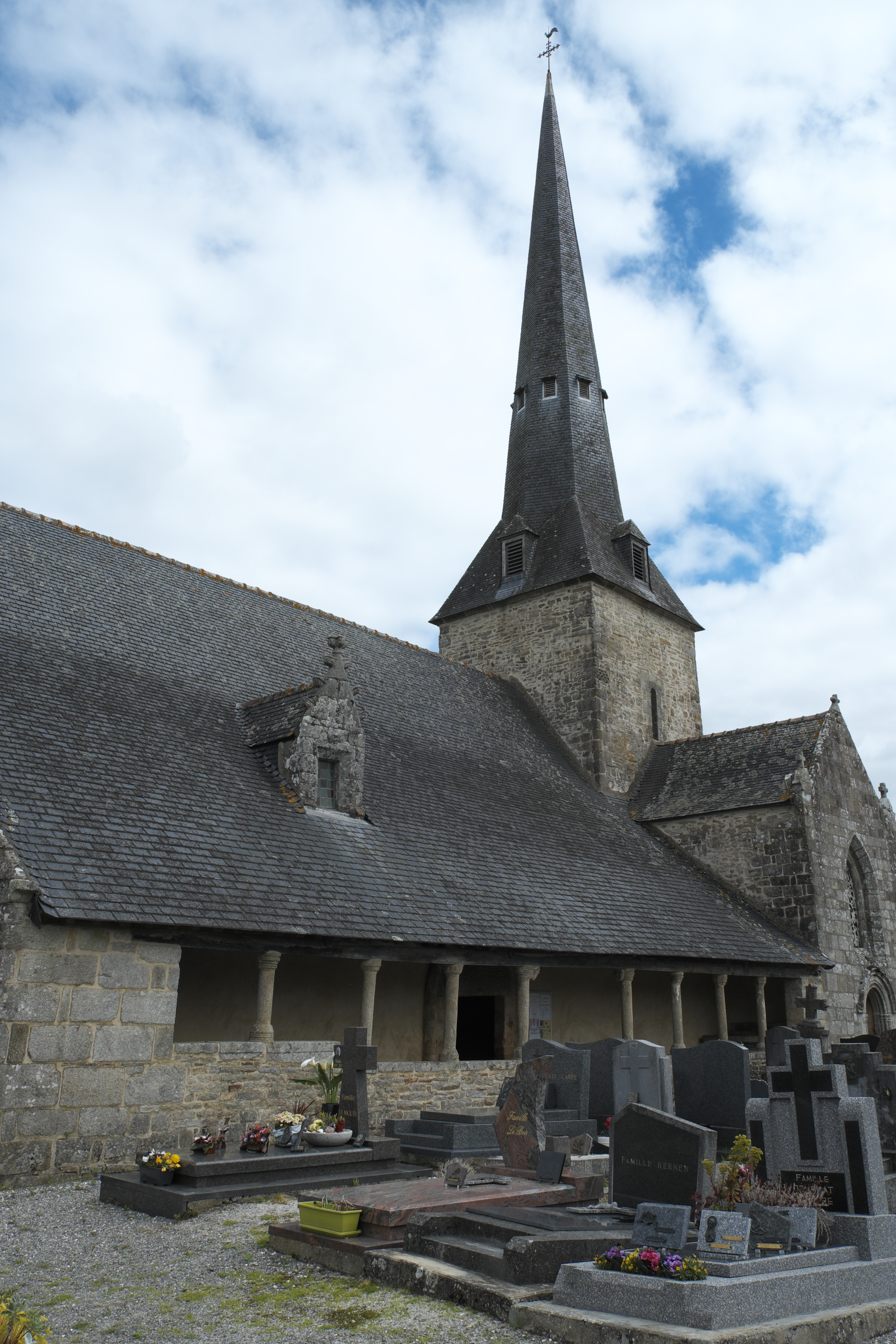
Église de la Trinité : clocher.
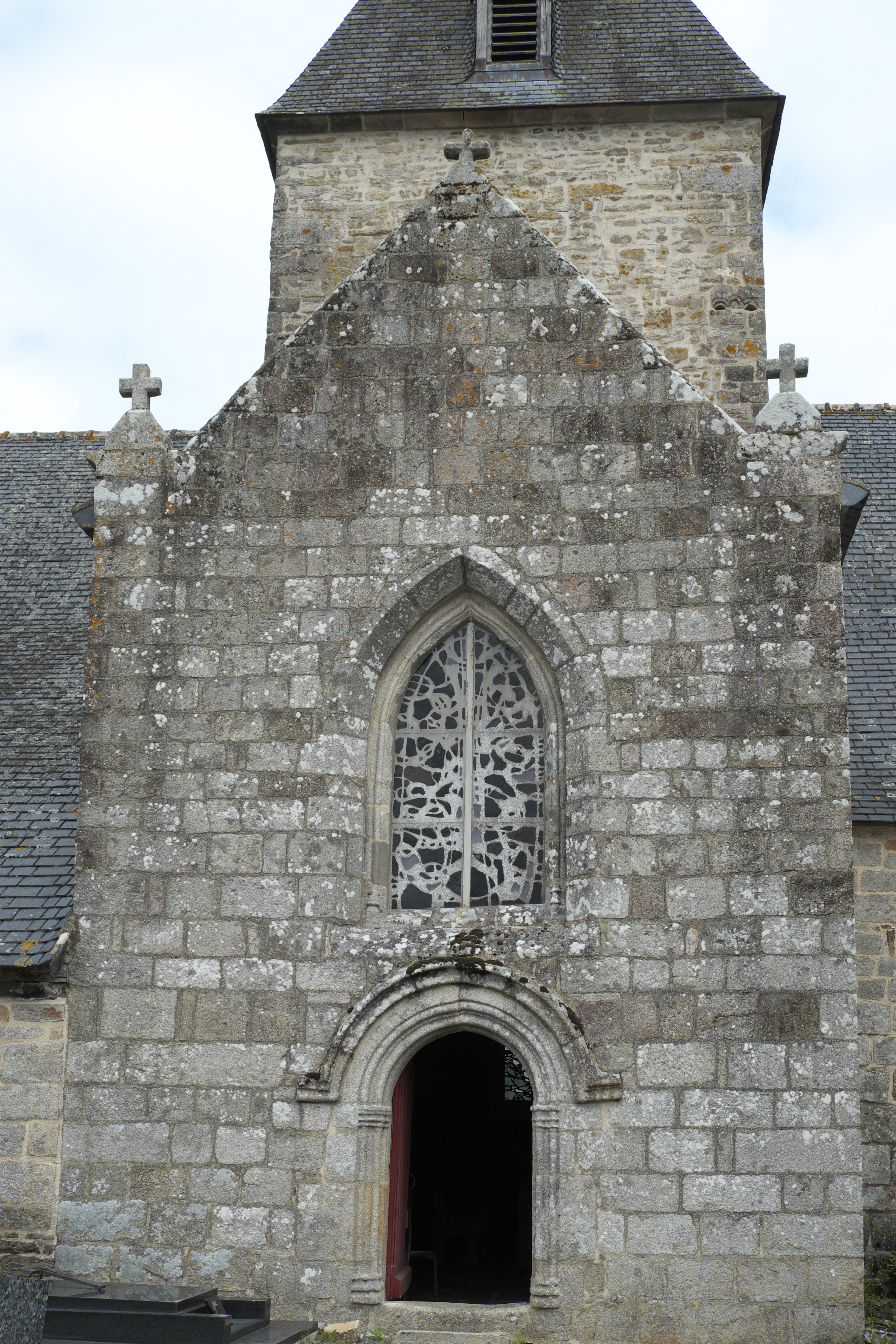
Église de la Trinité : portail occidental.
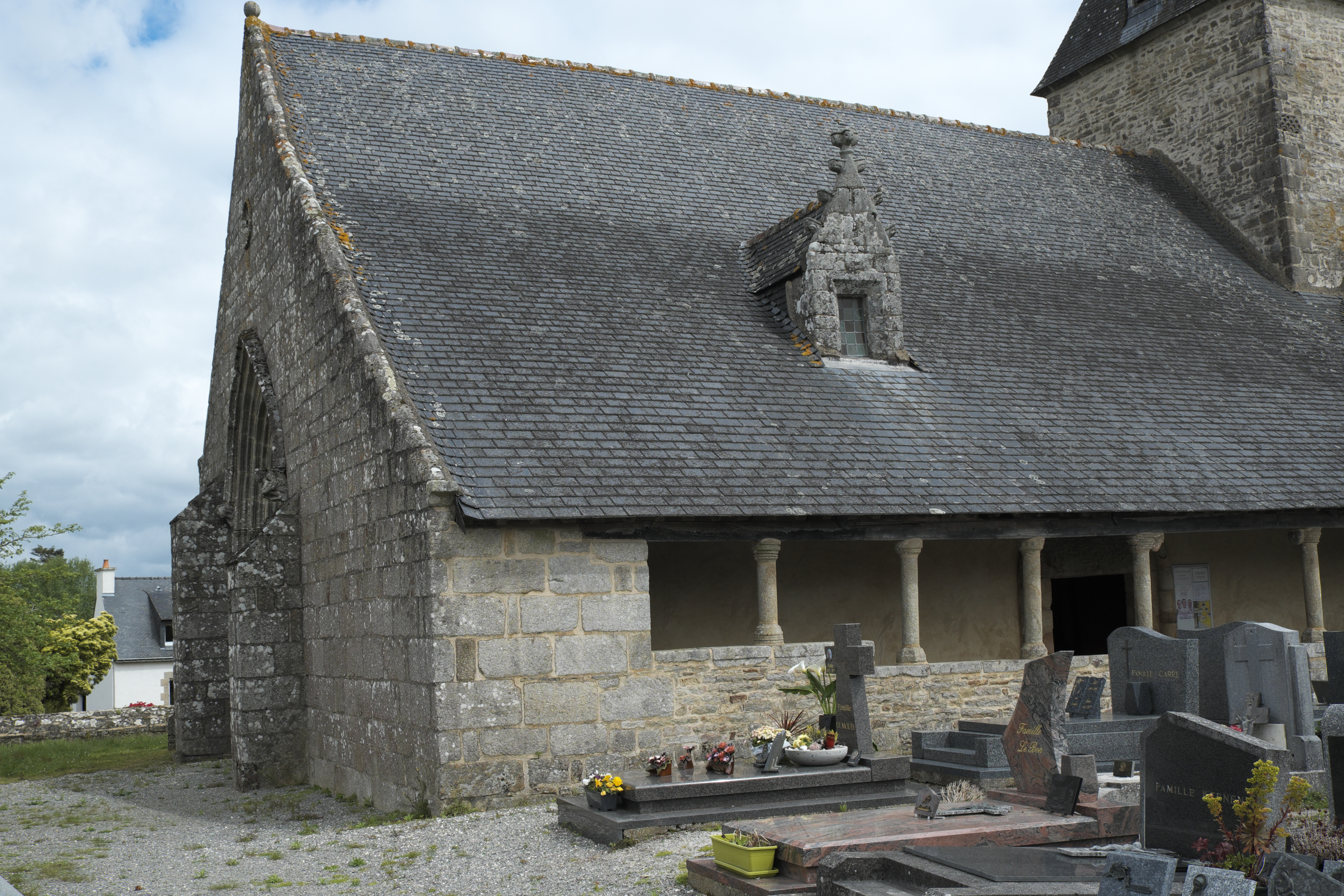
Église de la Trinité : galerie extérieure.
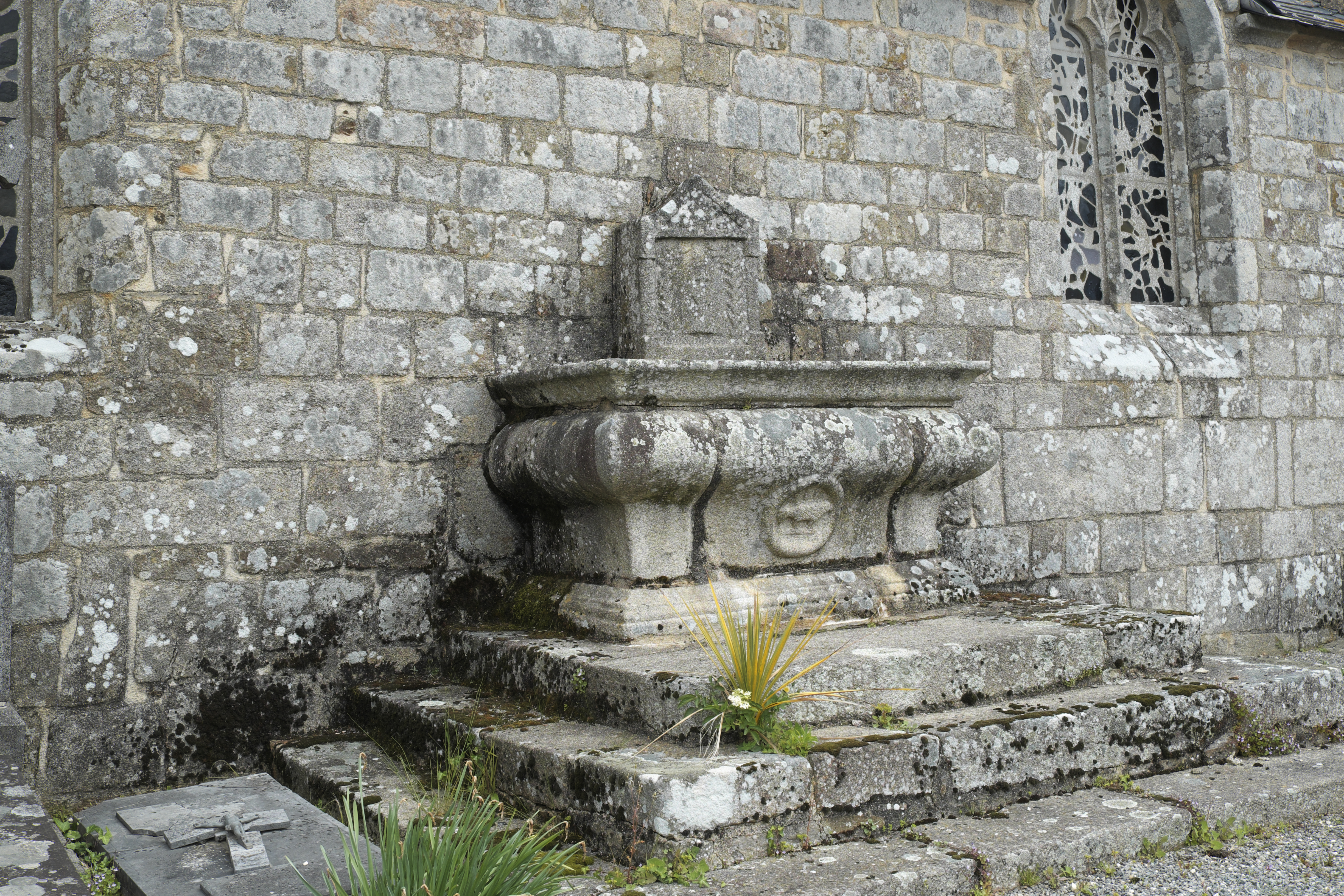
Église de la Trinité : autel extérieur.

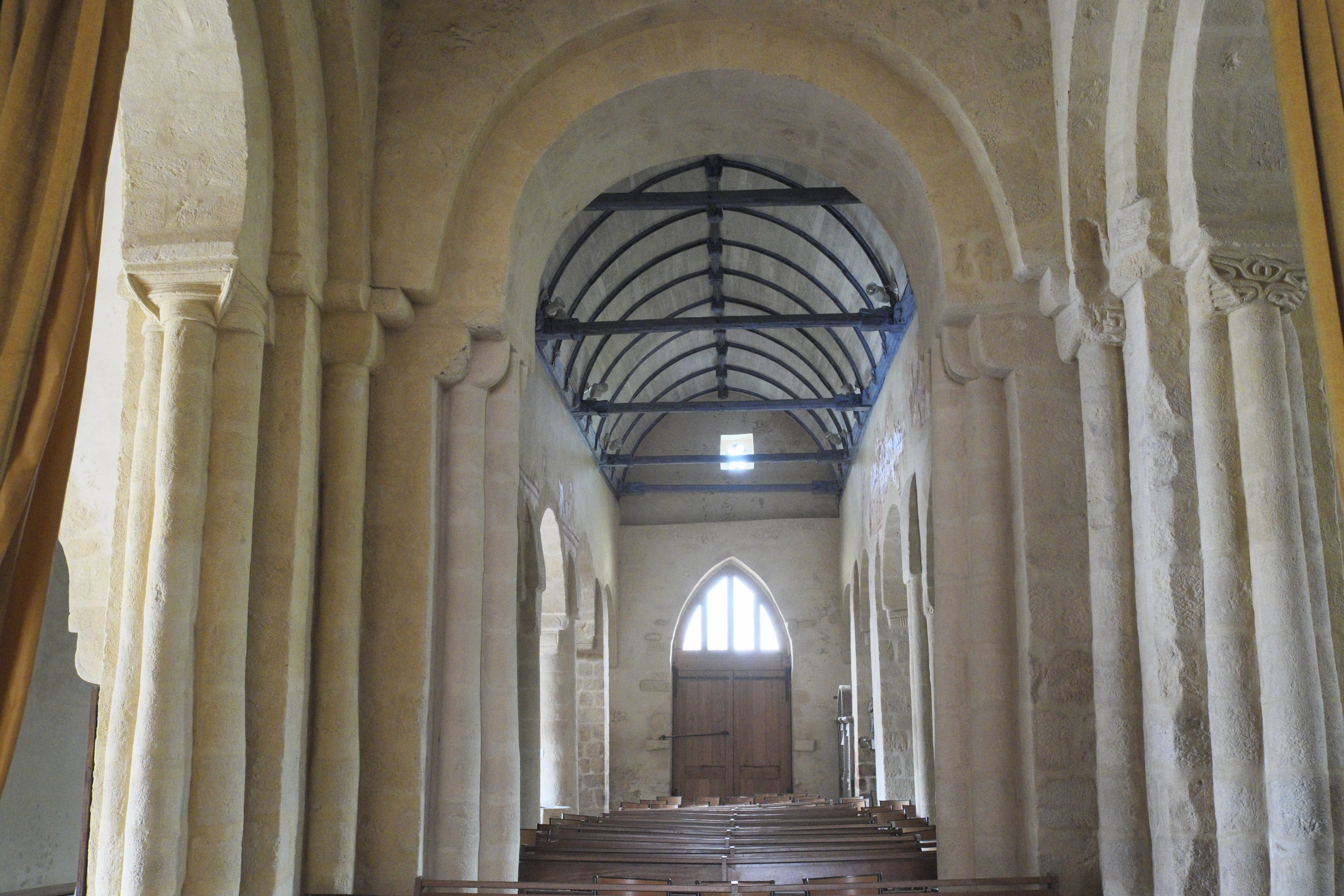
Église de la Trinité : nef et charpente.
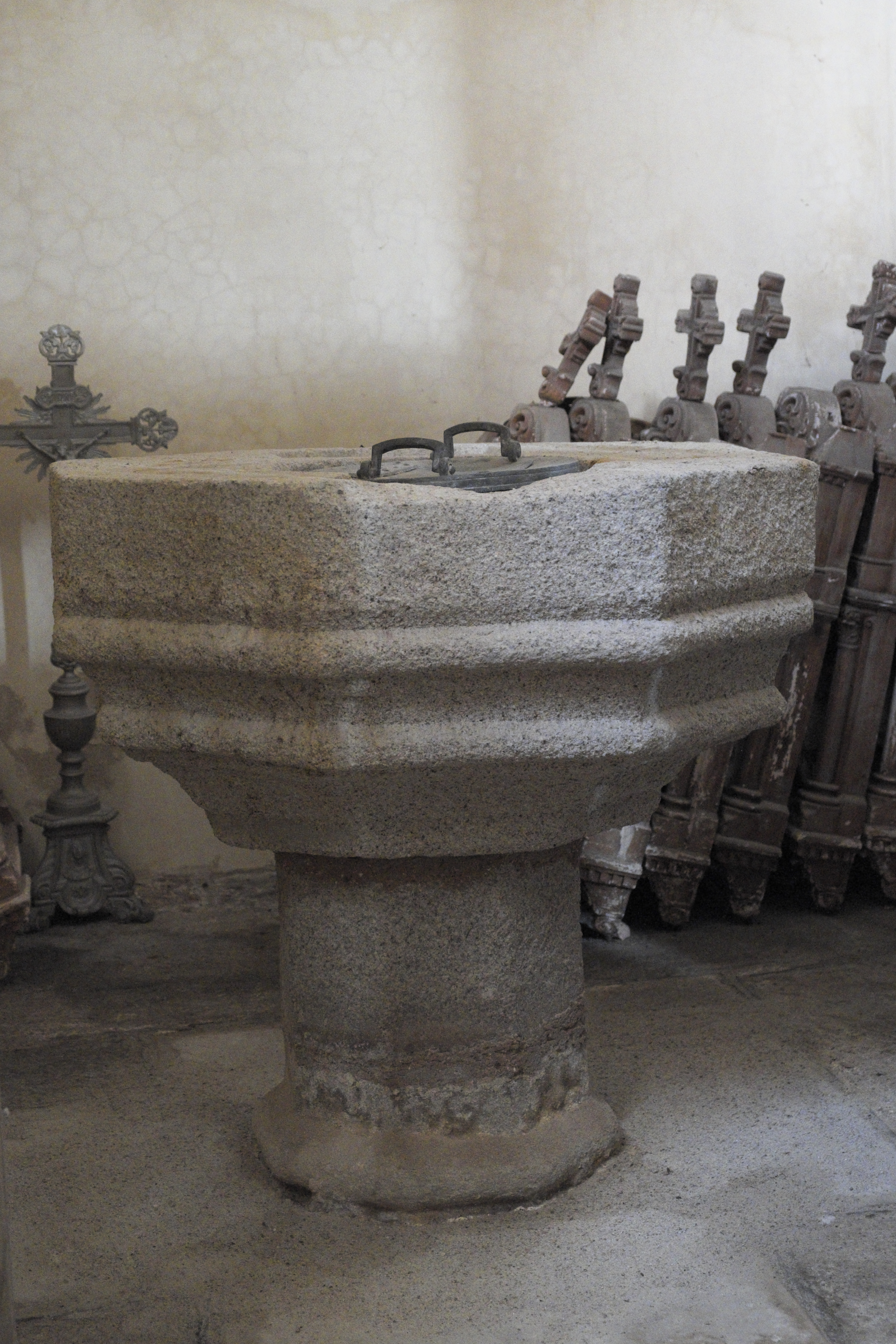
Église de la Trinité : fonts baptismaux.
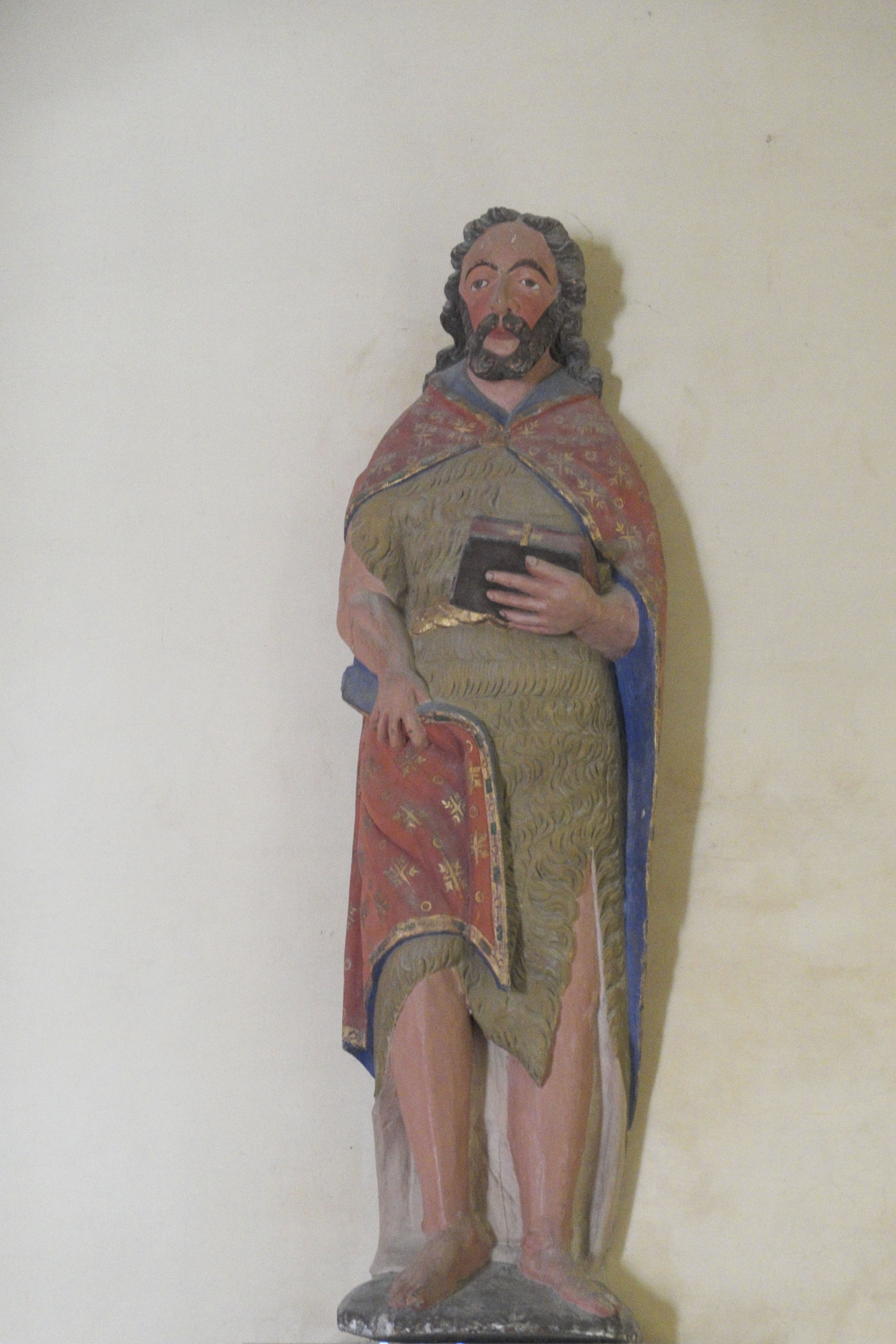
Église de la Trinité : statue de saint Jean-Baptiste.
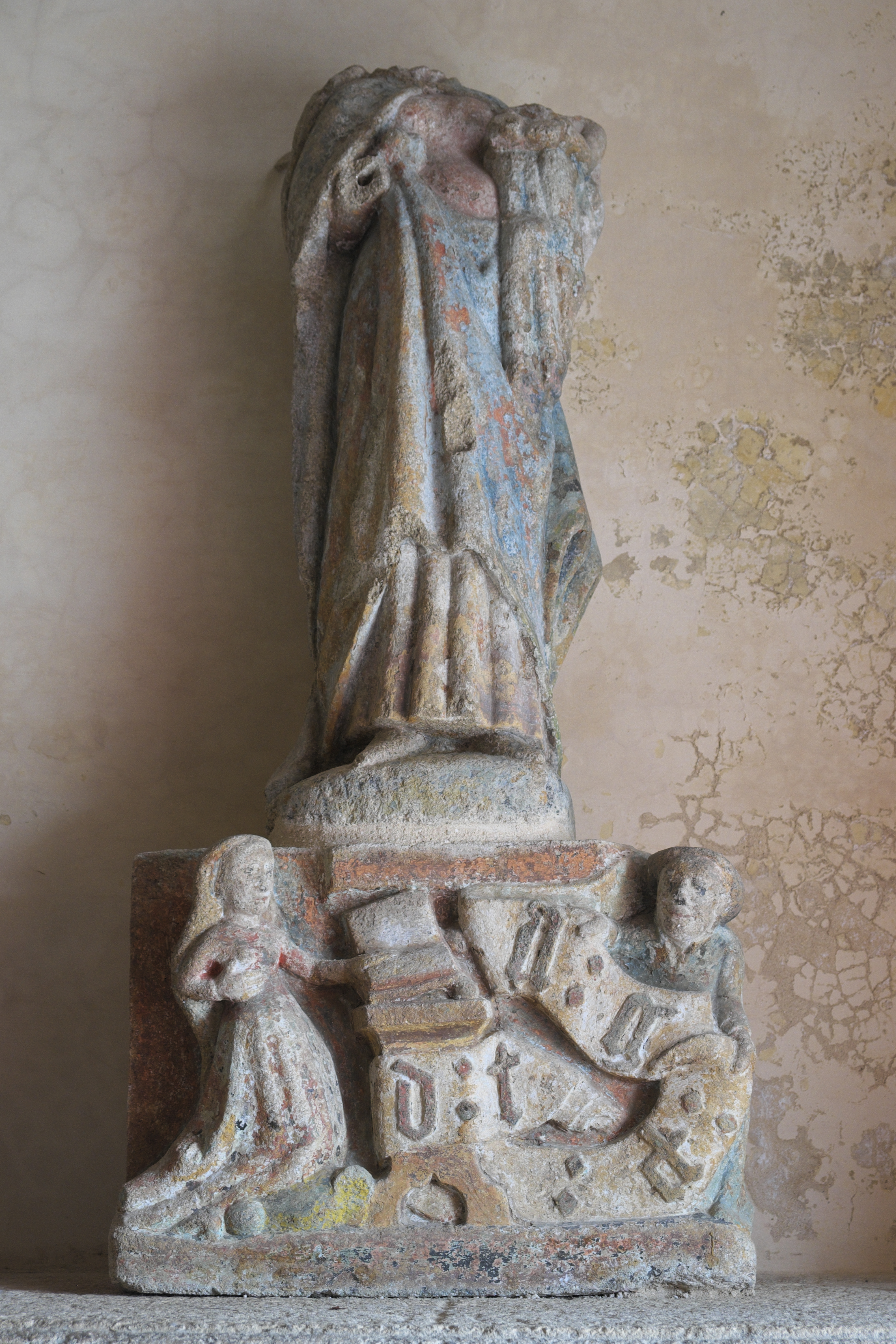
Église de la Trinité : statue dont la tête manque.
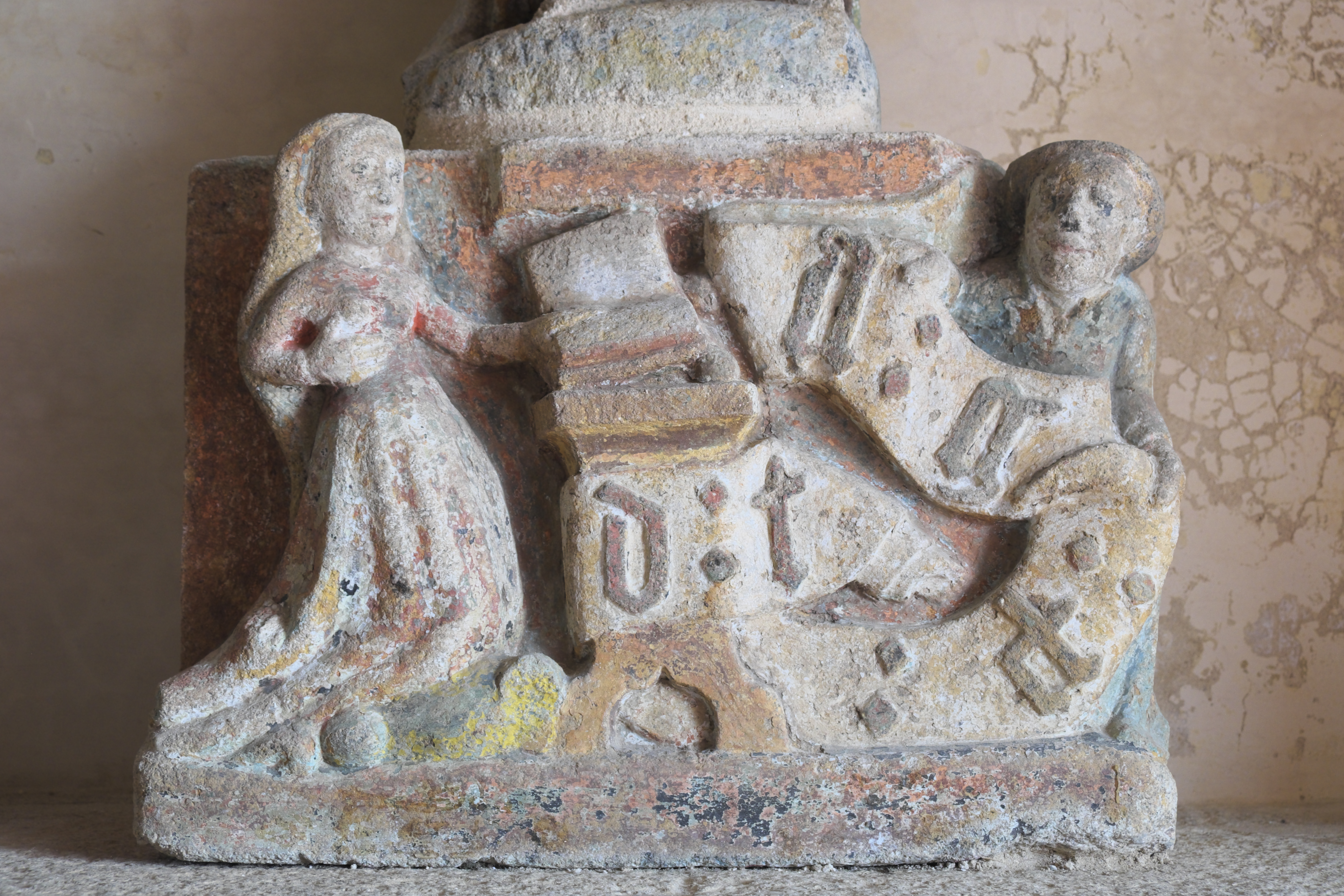
Église de la Trinité : bas-relief.
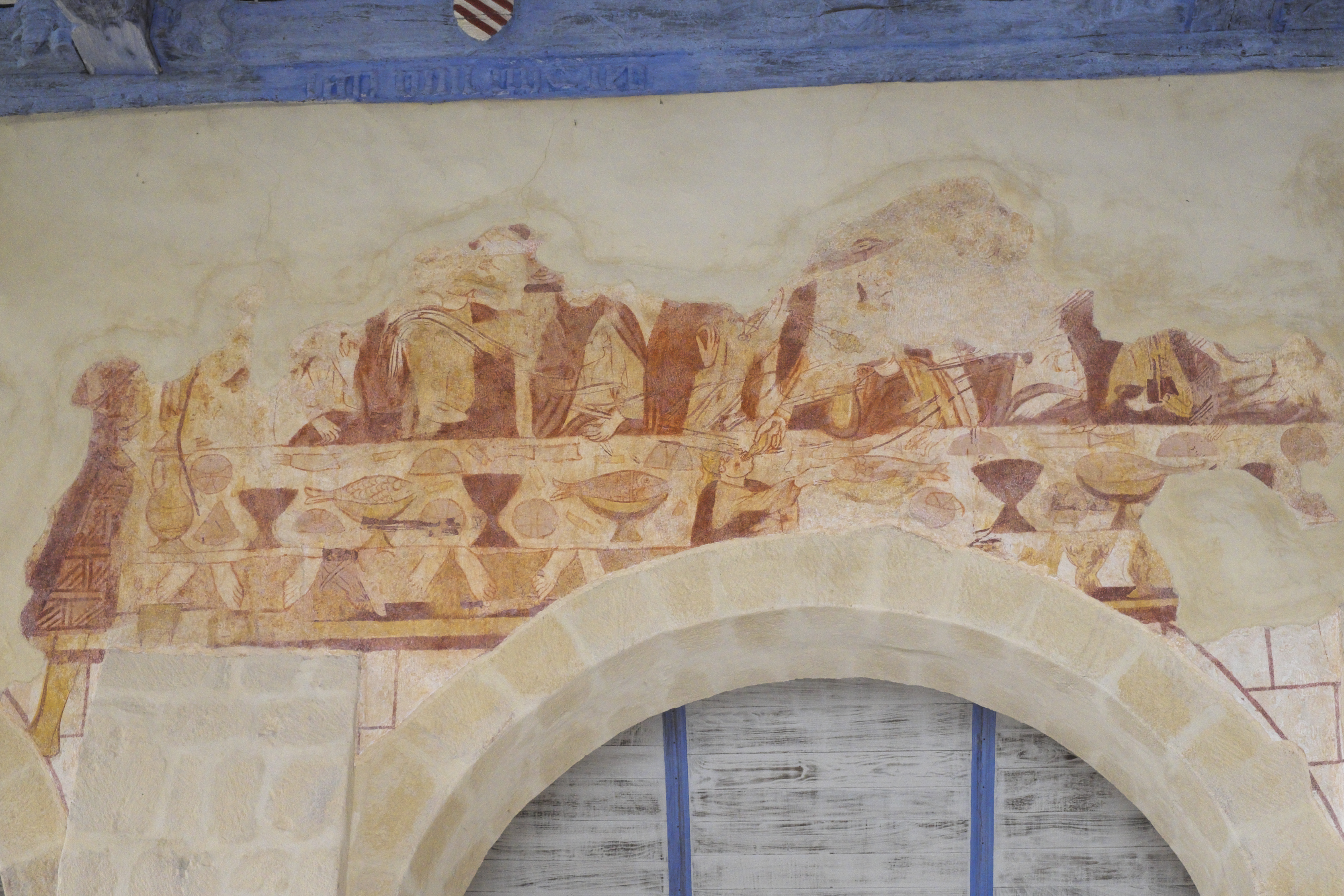
Église de la Trinité : fresque.

- Les fontaines de dévotion : celle proche de l'église de la Trinité[51] et celle de la Madeleine à Fontine Maria[52].
- L'ancien four proche de l'église.

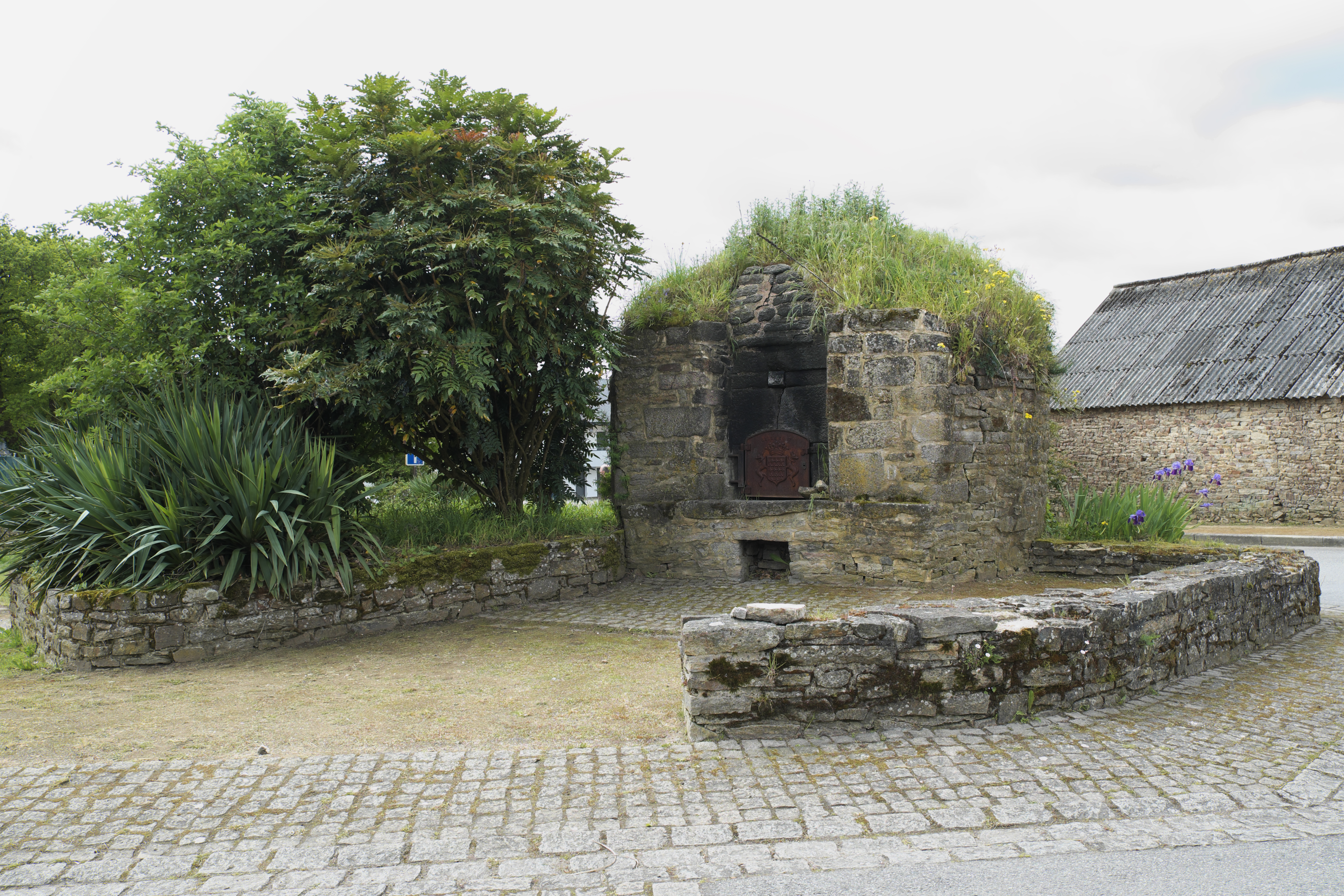
Calan : le four proche de l'église.
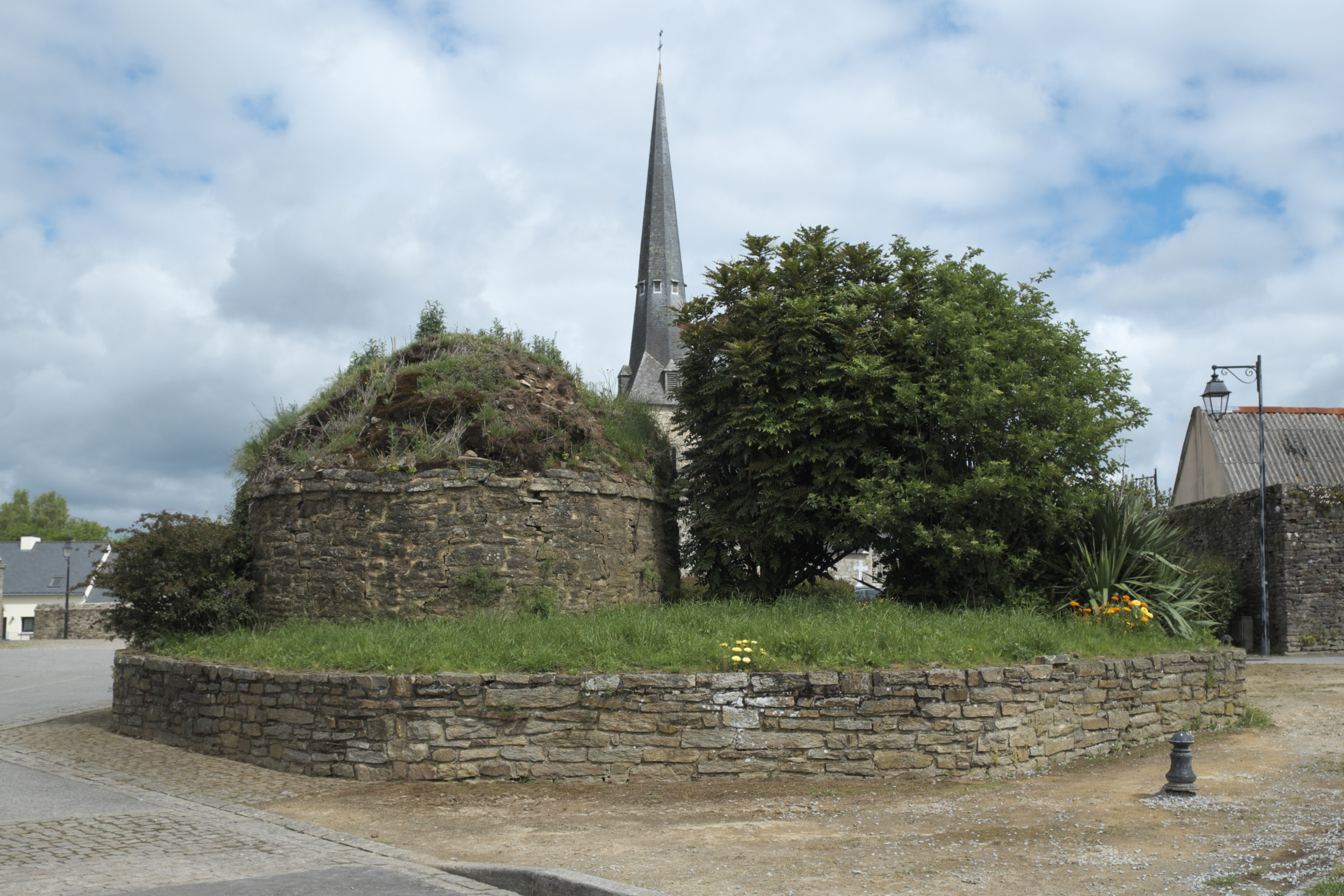
Calan : le four proche de l'église.

- Le manoir de Pléboulle (il date du XVIIe siècle probablement)[53].
- Des maisons et fermes présentent un intérêt architectural[54] , par exemple la ferme de Neneslan (elle date du XVIIe siècle)[55] et celles de Kergarenne[56] et de Kerguéris[57].

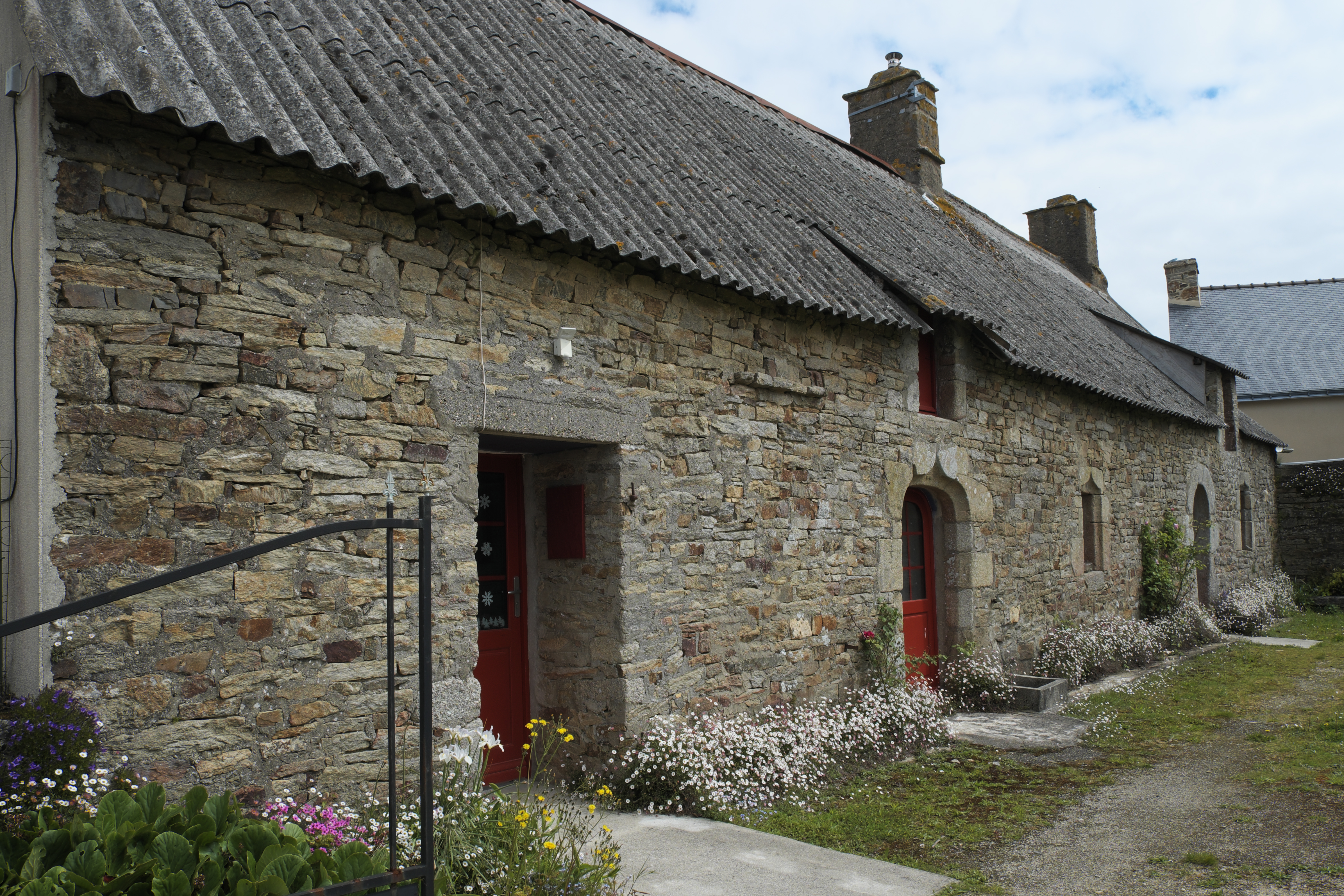
Ancienne ferme à Calan.

## Personnalités liées à la commune
- Bernard Maligorne, joueur et entraîneur de football, est né en 1943 à Calan[58].